# Linia kolejowa Nürnberg – Ingolstadt
Linia kolejowa Nürnberg – Ingolstadt – linia kolei dużych prędkości w Niemczech o długości 171 km. Łączy miasta w Bawarii – Norymbergę i Ingolstadt.
Między Norymbergą a Ingolstadt, istnieje nowy odcinek torów przystosowany do prędkości 300 kilometrów na godzinę zbudowany od podstaw latach 1998–2006. Ma on długość 90,1 km, posiada dziewięć tuneli (długość całkowita: 27 km). W celu zminimalizowania szkód dla środowiska, leży w korytarzu obok Autostrady A9.